# Jack Clement

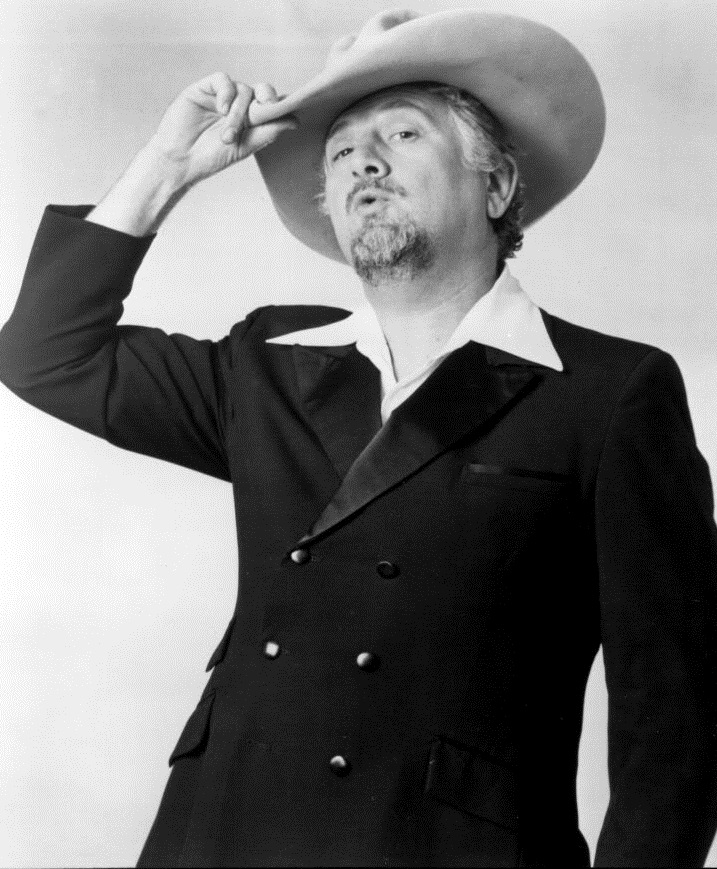
Clement en 1978.

Jack Henderson Clement (5 de abril de 1931 - 8 de agosto de 2013) fue un cantante, compositor, y un productor discográfico y de cine.
Criado y educado en Memphis, Jack Clement estaba actuando a temprana edad, tocando la guitarra y Dobro; antes de emprender su carrera musical sirvió en la Infantería de Marina. En 1953, hizo su primer disco para el sello Sheraton en Boston, Massachusetts, pero no siguió de inmediato una carrera de tiempo completo en la música, para estudiar en la Universidad Estatal de Memphis 1953-1955. Fue apodado 'Cowboy' Jack Clement, y durante sus días de estudiante tocaba la steel guitar con una banda local, y en 1956 pasó a formar parte de uno de los acontecimientos seminales en la historia del rock and roll, cuando fue a trabajar como productor e ingeniero de Sam Phillips en Sun Records. Allí, Clement trabajó con futuras estrellas como Roy Orbison, Carl Perkins y Johnny Cash. Pero lo más importante, descubrió y grabó a Jerry Lee Lewis, mientras que Sam Phillips estaba ausente en un viaje a Florida (una de esas grabaciones, "Whole Lotta Shakin' Goin' On", fue seleccionada en 2005 para su conservación permanente en el Registro Nacional de grabación en la Biblioteca del Congreso).
En 1957, Clement escribió la canción "Ballad of a Teenage Queen", que se convirtió en un crossover hit por Johnny Cash. Otros éxitos de Cash escritos por Clement incluye "Guess Things Happen That Way", que fue # 1 en el país y # 11 del pop en 1958, y la de humor "The One on the Right Is on the Left", que fue # 2 en el país y # 46 del pop en 1966. Produjo el hit # 1 "Ring of Fire" de Cash en 1963.  Clement realizado "Guess Things Happen That Way" en el programa Johnny Cash Memorial Tribute en CMT en noviembre de 2003.
El 10 de abril de 2013 se anunció que Jack Clement fue inducido al Museo y Salón de la Fama del Country.
El 8 de agosto de 2013, Cowboy Jack Clement murió en su casa en Nashville, Tennessee.